# Исаев, Юрий Алексеевич (управленец)
Юрий Алексеевич Исаев (26 июля 1937, Куйбышевская область — 26 марта 1992, Ульяновск) — советский организатор производства. Директор завода «Автозапчасть» в 1972—1979 годах. Директор Ульяновского моторного завода в 1979—1986 годах. Генеральный директор производственного объединения «АвтоУАЗ», в 1986—1992 годах. Народный депутат СССР. Заслуженный работник промышленности СССР (1991). Почётный гражданин Ульяновской области.

## Биография
Родился 26 июля 1937 года в Куйбышевской (на территории современной Ульяновской) области.
Окончил Пензенский политехнический институт. Работал на инженерных и руководящих должностях на предприятиях автомобильной промышленности в Ульяновской области.
В 1972—1979 годах — директор завода «Автозапчасть» производственного объединения «АвтоУАЗ». При нём завод приобрёл свой современный вид, а рабочие стали получать современные квартиры.
В 1979—1986 годах — директор Ульяновского моторного завода производственного объединения «АвтоУАЗ».
С 1986 года и до последнего дня своей жизни — генеральный директор производственного объединения «АвтоУАЗ».
Именно под его руководством началась модернизация действующих моделей УАЗ. Существенно увеличились производственные площади завода, внедрены комплексы автоматических линий, закуплено импортное оборудование. Для работников объединения строилось жильё, детские и медицинские учреждения.
Народный депутат СССР (1989-1991), член Комитета Верховного Совета СССР по вопросам обороны и государственной безопасности..
Жил и работал в Ульяновске. Умер 26 марта 1992 года. Похоронен в Ульяновском на Северном (Ишеевском) кладбище.
Заслуженный работник промышленности СССР (29.11.1991) — за большой вклад в достижение предприятием высоких технико-экономических показателей, разработку и освоение новых технологий, успешное решение социальных вопросов.
Почётный гражданин Ульяновской области (1997, посмертно).

## Награды
- 2 ордена Трудового Красного Знамени (в т.ч. 10.06.1986);
- орден «Знак Почёта»;
- медали.